# Coppa del Belgio 2012-2013
La Coppa del Belgio 2012-2013 (detta anche Cofidis Cup per motivi di sponsorizzazione) è la 58ª edizione del torneo di calcio. È iniziata il 25 luglio 2012. Il Lokeren è la squadra detentrice del trofeo. Il Genk ha vinto il titolo per la quarta volta.

## Primo turno
| Squadra 1               | Risultato         | Squadra 2                      |
| ----------------------- | ----------------- | ------------------------------ |
| 25 luglio 2012          |                   |                                |
| Saint-Pierre            | 0 – 3             | Mormont                        |
| 26 luglio 2012          |                   |                                |
| Malonne II              | 0 – 4             | Jemeppe                        |
| 28 luglio 2012          |                   |                                |
| Halle                   | 8 – 2             | Moorsel                        |
| Herentals               | 1 – 0             | Vosselaar                      |
| Sporting West Harelbeke | 3 – 6             | Olympic Warcoing               |
| Houtvenne               | 2 – 2 (1 – 4 dtr) | Sint-Lenaarts                  |
| KVK Beringen            | 5 – 0             | Standard Elen                  |
| Lutlommel               | 2 – 1             | Verbroedering Balen            |
| Givry                   | 4 – 1             | Libramont                      |
| Terjoden-Welle          | 1 – 1 (4 – 5 dtr) | RC Lebbeke                     |
| Eendracht Opstal        | 1 – 1 (3 – 4 dtr) | Appelterre-Eichem              |
| Tournai                 | 3 – 0             | Klauwaerts Kemzeke             |
| De Kempen               | 3 – 0             | Putte                          |
| Tempo Overijse          | 6 – 0             | Lubbeek                        |
| Schaerbeek-Evere        | 0 – 0 (4 – 3 dtr) | Londerzeel                     |
| Overpelt                | 2 – 2 (3 – 2 dtr) | Sparta Walshoutem              |
| Onhaye                  | 2 – 0             | Trazegnies Sport               |
| Spy                     | 2 – 0             | Somzée                         |
| Etterbeek               | 0 – 2             | Sporting Eizeringen            |
| Sporting Hasselt        | 6 – 0             | Kadijk Overpelt                |
| Couvin-Mariembourg      | 4 – 1             | Aische                         |
| Saint-André Ochamps     | 2 – 5             | Oppagne-Wéris                  |
| 29 luglio 2012          |                   |                                |
| Ivoz-Ramet              | 3 – 4             | Hamoir                         |
| Waremme                 | 1 – 1 (3 – 5 dtr) | Turkania Faymonville           |
| Poperinge               | 1 – 0             | Sassport Boezinge              |
| DAVO Westende           | 1 – 1 (3 – 4 dtr) | Blankenberge                   |
| Zwevegem Sport          | 1 – 3             | De Ruiter Roeselare            |
| Wielsbeke               | 2 – 1             | Wingene                        |
| KdNS Heule              | 4 – 0             | Rumbeke                        |
| Knokke                  | 4 – 5             | Eernegem                       |
| Oostnieuwkerke          | 0 – 1             | Templeuve                      |
| Club Roeselare          | 2 – 2 (3 – 5 dtr) | Langemark                      |
| Lendelede Sport         | 0 – 0 (6 – 7 dtr) | Menen                          |
| Westrozebeke            | 0 – 4             | Ieper                          |
| Herseaux                | 3 – 2             | Diksmuide                      |
| OMS Ingelmunster        | 1 – 2             | Damme                          |
| Kortemark               | 3 – 1             | Sint-Eloois-Winkel             |
| Geraardsbergen          | 0 – 2             | Gent-Zeehaven                  |
| Berlare                 | 2 – 1             | Anvaing                        |
| Belœil                  | 2 – 2 (3 – 4 dtr) | Maldegem                       |
| Vrasene                 | 1 – 1 (2 – 3 dtr) | Saint-Ghislain Tertre-Hautrage |
| Ressegem                | 0 – 7             | Wetteren-Kwatrecht             |
| Maubray                 | 1 – 2             | Eendracht Houtem               |
| De Jeugd Lovendegem     | 1 – 2             | Verbroedering Meldert          |
| Eendracht Aalter        | 0 – 6             | Merelbeke                      |
| Sparta Petegem          | 3 – 0             | Sporting Sint-Gillis-Waas      |
| Voorde                  | 3 – 3 (4 – 2 dtr) | Eendracht Zele                 |
| Jong Lede               | 4 – 1             | Ertvelde United                |
| SK Lebbeke              | 2 – 2 (4 – 2 dtr) | Bambrugge                      |
| Zelzate                 | 1 – 4             | Acren                          |
| Zoersel                 | 1 – 1 (4 – 2 dtr) | Poppel                         |
| Retie                   | 2 – 1             | Katelijne-Waver                |
| Wilrijk                 | 0 – 1             | Duffel                         |
| Grasheide               | 0 – 2             | Turnhout                       |
| Lierse Kempenzonen      | 1 – 2             | Zwarte Leeuw                   |
| Sint-Job                | 1 – 0             | Mariekerke                     |
| Nieuwmoer               | 0 – 2             | Merksem                        |
| Witgoor Sport           | 3 – 0             | Vorselaar                      |
| Turkuaz Anversa         | 1 – 4             | Wavria                         |
| Lyra                    | 4 – 1             | Svelta Melsele                 |
| Ternesse                | 4 – 1             | Jong Vlaanderen Kruibeke       |
| Beauvechain             | 4 – 3             | Wambeek                        |
| Racing Butsel           | 7 – 1             | Eendracht Kapelle              |
| Herent                  | 3 – 2             | Dilbeek Sport                  |
| Holsbeek                | 0 – 5             | Uccle                          |
| Leeuw                   | 1 – 1 (6 – 7 dtr) | Ganshoren                      |
| Racing Schaerbeek       | 1 – 3             | Ternat                         |
| Olympia Wijgmaal        | 2 – 2 (2 – 4 dtr) | Survoyés Bruxellois            |
| Stade Bierbeek          | 2 – 3             | Pepingen                       |
| Liedekerke              | 1 – 0             | Kampenhout                     |
| Everbeur Sport          | 3 – 1             | Herk Sport Hasselt             |
| Wellen                  | 1 – 1 (4 – 5 dtr) | Weerstand Koersel              |
| Landen                  | 1 – 2             | Esperanza Neerpelt             |
| Herk-de-Stad            | 0 – 4             | Spouwen-Mopertingen            |
| Torpedo Hasselt         | 2 – 1             | Ham United                     |
| Tongeren                | 3 – 0             | Eendracht Termien              |
| Melosport               | 2 – 2 (4 – 5 dtr) | Excelsior Veldwezelt           |
| Bree                    | 3 – 2             | Hades                          |
| Olympic Charleroi       | 3 – 1             | Bioul                          |
| Arquet                  | 1 – 6             | FC Charleroi                   |
| Mesvin                  | 2 – 2 (5 – 4 dtr) | Erpion                         |
| Ligny                   | 3 – 3 (3 – 5 dtr) | Montignies                     |
| Genly-Quévy             | 6 – 0             | Baileux Sport                  |
| Binche                  | 2 – 2 (4 – 5 dtr) | Manage                         |
| Solrézienne             | 1 – 3             | Wallonia Walhain               |
| Farciennes              | 2 – 6             | Bosquetia Frameries            |
| Bossière                | 0 – 9             | Namur                          |
| PAC Buzet               | 1 – 2             | Meux                           |
| Malonne                 | 1 – 3             | Tamines                        |
| Milanello Herstal       | 0 – 2             | Verlaine                       |
| Warnant                 | 4 – 0             | Xhoris                         |
| Soumagne                | 0 – 4             | Tilleur-Saint-Gilles           |
| Cité Sport              | 8 – 0             | UCE Liegi                      |
| Vyle-Tharoul            | 0 – 4             | RFCB Sprimont                  |
| Hannut                  | 2 – 0             | Flémalle                       |
| Jalhay                  | 0 – 2             | Stade Disonais                 |
| Entente Blegnytoise     | 0 – 1             | Raeren                         |
| Braives                 | 0 – 4             | Aywaille                       |
| Jupille                 | 0 – 4             | RFC Liegi                      |
| RJ Rochefort            | 0 – 2             | Saint-Louis-Saint-Léger        |
| Vencimont               | 2 – 4             | La Roche                       |
| Longlier                | 4 – 0             | Vaux                           |
| Wellin                  | 0 – 2             | Meix                           |
| Beauraing               | 4 – 1             | Ethe-Belmont                   |
| Waha                    | 1 – 3             | Habay-la-Neuve                 |
| Gouvy                   | 0 – 5             | Bièvre                         |
| Sartoise                | 2 – 1             | Florenville                    |
| Champlon                | 2 – 2 (3 – 5 dtr) | Lorrain Arlon                  |
| Zonhoven                | 2 – 2 (3 – 5 dtr) | Vlijtingen                     |
| Leopoldsburg            | 2 – 2 (5 – 4 dtr) | Moelingen                      |

## Secondo turno
| Squadra 1                      | Risultato         | Squadra 2               |
| ------------------------------ | ----------------- | ----------------------- |
| 3 agosto 2012                  |                   |                         |
| Bièvre                         | 3 – 2             | Beauraing               |
| 4 agosto 2012                  |                   |                         |
| Ganshoren                      | 2 – 0             | Bekkevoort              |
| Hamoir                         | 3 – 2             | Warnant                 |
| Leopoldsburg                   | 4 – 1             | Lutlommel               |
| Berlare                        | 2 – 2 (2 – 4 dtr) | Jong Lede               |
| Schaerbeek-Evere               | 1 – 1 (5 – 4 dtr) | Halle                   |
| Vlijtingen                     | 3 – 1             | Torpedo Hasselt         |
| KVK Beringen                   | 1 – 1 (4 – 3 dtr) | Esperanza Neerpelt      |
| Sporting Hasselt               | 3 – 0             | Everbeur Sport          |
| Namur                          | 5 – 1             | Tamines                 |
| Couvin-Mariembourg             | 4 – 0             | Manage                  |
| RFCB Sprimont                  | 1 – 2             | Turkania Faymonville    |
| Oppagne-Wéris                  | 1 – 2             | Lorrain Arlon           |
| 5 agosto 2012                  |                   |                         |
| Ieper                          | 6 – 2             | Olympic Warcoing        |
| Eernegem                       | 0 – 5             | Kortemark               |
| Menen                          | 2 – 3             | Poperinge               |
| KdNS Heule                     | 1 – 3             | Wielsbeke               |
| Blankenberge                   | 0 – 2             | De Ruiter Roeselare     |
| Templeuve                      | 2 – 3             | Damme                   |
| Langemark                      | 2 – 0             | Herseaux                |
| Acren                          | 3 – 2             | Wetteren-Kwatrecht      |
| Voorde                         | 1 – 1 (5 – 4 dtr) | Appelterre-Eichem       |
| Gent-Zeehaven                  | 1 – 2             | RC Lebbeke              |
| Saint-Ghislain Tertre-Hautrage | 2 – 1             | Verbroedering Meldert   |
| Eendracht Houtem               | 0 – 3             | Tournai                 |
| Sparta Petegem                 | 2 – 0             | Merelbeke               |
| Sint-Lenaarts                  | 3 – 2             | Ternesse                |
| Duffel                         | 2 – 1             | Turnhout                |
| Merksem                        | 3 – 0             | Sint-Job                |
| Zwarte Leeuw                   | 1 – 1 (2 – 4 dtr) | Lyra                    |
| De Kempen                      | 2 – 1             | Retie                   |
| Wavria                         | 2 – 3             | Zoersel                 |
| Racing Butsel                  | 6 – 0             | Beauvechain             |
| Sporting Eizeringen            | 1 – 2             | Liedekerke              |
| Uccle                          | 1 – 4             | Pepingen                |
| Herent                         | 0 – 8             | Tempo Overijse          |
| Ternat                         | 0 – 1             | Survoyés Bruxellois     |
| Overpelt                       | 0 – 3             | Bree                    |
| Excelsior Veldwezelt           | 1 – 0             | Weerstand Koersel       |
| Genly-Quévy                    | 2 – 0             | Wallonia Walhain        |
| Onhaye                         | 3 – 0             | Mesvin                  |
| Montignies                     | 0 – 3             | Jemeppe                 |
| Bosquetia Frameries            | 3 – 8             | FC Charleroi            |
| Hannut                         | 0 – 4             | RFC Liegi               |
| Cité Sport                     | 2 – 2 (7 – 6 dtr) | Verlaine                |
| Raeren                         | 0 – 1             | Tilleur-Saint-Gilles    |
| Stade Disonais                 | 1 – 1 (4 – 3 dtr) | Aywaille                |
| Longlier                       | 3 – 1             | Habay-la-Neuve          |
| La Roche                       | 3 – 0             | Givry                   |
| Mormont                        | 2 – 1             | Saint-Louis-Saint-Léger |
| Meix                           | 1 – 0             | Sartoise                |
| SK Lebbeke                     | 3 – 3 (5 – 6 dtr) | Belœil                  |
| Herentals                      | 1 – 1 (4 – 5 dtr) | Witgoor Sport           |
| Loyers                         | 2 – 2 (0 – 3 dtr) | Spy                     |
| Tongeren                       | 1 – 4             | Spouwen-Mopertingen     |
| Meux                           | 6 – 4             | Olympic Charleroi       |

## Terzo turno
| Squadra 1                      | Risultato         | Squadra 2            |
| ------------------------------ | ----------------- | -------------------- |
| 11 agosto 2012                 |                   |                      |
| Standaard Wetteren             | 1 – 1 (2 – 3 dtr) | Tilleur-Saint-Gilles |
| Union La Calamine              | 1 – 0             | RC Lebbeke           |
| Jong Lede                      | 1 – 0             | Verviétois           |
| Géants Athois                  | 4 – 0             | Onhaye               |
| Maldegem                       | 0 – 1             | Bocholt              |
| Schaerbeek-Evere               | 2 – 0             | Dender               |
| Excelsior Veldwezelt           | 0 – 2             | Tempo Overijse       |
| Spy                            | 1 – 6             | Olsa Brakel          |
| Sint-Lenaarts                  | 0 – 0 (4 – 3 dtr) | Berchem              |
| Diegem                         | 1 – 1 (4 – 3 dtr) | Duffel               |
| Vlijtingen                     | 0 – 2             | Hoogstraten          |
| Pepingen                       | 1 – 0             | Cappellen            |
| Turnhout                       | 0 – 0 (2 – 3 dtr) | Namur                |
| La Roche                       | 1 – 5             | Spouwen-Mopertingen  |
| Couvin-Mariembourg             | 0 – 3             | Lokeren-Temse        |
| 12 agosto 2012                 |                   |                      |
| Boom                           | 4 – 1             | Ganshoren            |
| Survoyés Bruxellois            | 2 – 4             | De Ruiter Roeselare  |
| Hamoir                         | 1 – 4             | Torhout              |
| Izegem                         | 3 – 0             | Lyra                 |
| Stade Disonais                 | 0 – 3             | Woluwe Zaventem      |
| Union Saint-Gilloise           | 2 – 1             | Bièvre               |
| Bree                           | 0 – 0 (0 – 2 dtr) | Grimbergen           |
| Witgoor Sport                  | 1 – 2             | Bornem               |
| Zoersel                        | 0 – 4             | Ieper                |
| Lorrain Arlon                  | 2 – 0             | Bleid                |
| Genly-Quévy                    | 2 – 1             | Sparta Petegem       |
| VW Hamme                       | 3 – 0             | Cité Sport           |
| Racing Mechelen                | 6 – 1             | KVK Beringen         |
| Turkania Faymonville           | 3 – 3 (7 – 6 dtr) | Damme                |
| Langemark                      | 0 – 4             | La Louvière Centre   |
| Wallonne Ciney                 | 4 – 1             | Longlier             |
| Meix                           | 1 – 4             | Deinze               |
| Meux                           | 0 – 1             | Sporting Hasselt     |
| Acren                          | 1 – 2             | De Kempen            |
| Racing Butsel                  | 0 – 0 (2 – 4 dtr) | Merksem              |
| Liedekerke                     | 1 – 5             | Coxyde               |
| Geel-Meerhout                  | 0 – 2             | RFC Liegi            |
| Tienen                         | 1 – 1 (5 – 4 dtr) | Sint-Eloois-Winkel   |
| Wielsbeke                      | 0 – 5             | Virton               |
| Tournai                        | 2 – 0             | Racing Waregem       |
| Voorde                         | 1 – 1             | Heppignies-Lambusart |
| Patro Eisden                   | 3 – 2             | Poperinge            |
| FC Charleroi                   | 5 – 0             | Jemeppe              |
| Mormont                        | 0 – 3             | Huy                  |
| Saint-Ghislain Tertre-Hautrage | 0 – 6             | Bertrix              |
| Leopoldsburg                   | 0 – 2             | Ronse                |

## Quarto turno
| Squadra 1           | Risultato         | Squadra 2            |
| ------------------- | ----------------- | -------------------- |
| 18 agosto 2012      |                   |                      |
| Izegem              | 0 – 2             | Boussu-Dour Borinage |
| Bornem              | 1 – 2             | Wallonne Ciney       |
| Sint-Lenaarts       | 2 – 3             | Deinze               |
| FC Charleroi        | 1 – 4             | Visé                 |
| Ieper               | 0 – 5             | Mouscron-Péruwelz    |
| Ostenda             | 2 – 1             | Tempo Overijse       |
| Diegem              | 0 – 3             | Tubize-Braine        |
| Patro Eisden        | 0 – 2             | La Louvière Centre   |
| Dessel Sport        | 5 – 0             | Turkania Faymonville |
| Torhout             | 0 – 1             | Coxyde               |
| Tournai             | 2 – 0             | Turnhout             |
| Racing Mechelen     | 0 – 1             | Grimbergen           |
| Heist               | 3 – 2             | De Kempen            |
| Lorrain Arlon       | 1 – 4             | Eupen                |
| VW Hamme            | 0 – 4             | Sint-Truiden         |
| Anversa             | 1 – 1 (5 – 4 dtr) | Tienen               |
| Oudenaarde          | 6 – 1             | Genly-Quévy          |
| 19 agosto 2012      |                   |                      |
| Spouwen-Mopertingen | 3 – 1             | Lommel Utd           |
| Boom                | 0 – 1             | Olsa Brakel          |
| Ronse               | 2 – 4             | Woluwe Zaventem      |
| Eendracht Aalst     | 1 – 3 (dts)       | Union Saint-Gilloise |
| De Ruiter Roeselare | 1 – 3             | Voorde               |
| Union La Calamine   | 2 – 1             | Sporting Hasselt     |
| RFC Liegi           | 2 – 0 (dts)       | Roeselare            |
| Géants Athois       | 0 – 1             | White Star Woluwe    |
| Westerlo            | 3 – 0             | Huy                  |
| Merksem             | 2 – 4             | Bertrix              |
| Jong Lede           | 0 – 3             | Brussels             |
| Hoogstraten         | 4 – 0             | Tilleur-Saint-Gilles |
| Pepingen            | 3 – 2 (dts)       | Sint-Niklase         |
| Bocholt             | 1 – 0             | Lokeren-Temse        |
| Virton              | 3 – 0             | Schaerbeek-Evere     |

## Quinto turno
| Squadra 1            | Risultato         | Squadra 2           |
| -------------------- | ----------------- | ------------------- |
| 25 agosto 2012       |                   |                     |
| Brussels             | 2 – 0             | RFC Liegi           |
| Ostenda              | 2 – 1 (dts)       | La Louvière Centre  |
| Oudenaarde           | 1 – 2             | White Star Woluwe   |
| Wallonne Ciney       | 2 – 0             | Union La Calamine   |
| Westerlo             | 2 – 0             | Heist               |
| Mouscron-Péruwelz    | 3 – 0             | Spouwen-Mopertingen |
| Sint-Truiden         | 1 – 1 (4 – 2 dtr) | Visé                |
| Hoogstraten          | 3 – 1             | Tournai             |
| Deinze               | 2 – 0             | Olsa Brakel         |
| 26 agosto 2012       |                   |                     |
| Woluwe Zaventem      | 6 – 1             | Voorde              |
| Boussu-Dour Borinage | 1 – 0 (dts)       | Anversa             |
| Grimbergen           | 1 – 2             | Dessel Sport        |
| Bocholt              | 2 – 1             | Virton              |
| Bertrix              | 2 – 1             | Pepingen            |
| Union Saint-Gilloise | 3 – 1             | Tubize-Braine       |
| Coxyde               | 2 – 1             | Eupen               |

## Sedicesimi di finale
| Squadra 1            | Risultato         | Squadra 2            |
| -------------------- | ----------------- | -------------------- |
| 25 settembre 2012    |                   |                      |
| Mouscron-Péruwelz    | 2 – 3 (dts)       | Standard Liegi       |
| 26 settembre 2012    |                   |                      |
| Mons                 | 3 – 0             | Wallonne Ciney       |
| Lokeren              | 3 – 0             | Dessel Sport         |
| Gent                 | 8 – 0             | Bocholt              |
| White Star Woluwe    | 1 – 2 (dts)       | Kortrijk             |
| Anderlecht           | 2 – 0             | Boussu-Dour Borinage |
| Club Bruges          | 3 – 0             | Woluwe Zaventem      |
| Zulte Waregem        | 1 – 0             | Coxyde               |
| Union Saint-Gilloise | 0 – 6             | Genk                 |
| Deinze               | 2 – 4 (dts)       | Charleroi            |
| Ostenda              | 2 – 1             | OH Lovanio           |
| Malines              | 6 – 0             | Bertrix              |
| Brussels             | 1 – 3 (dts)       | Waasland-Beveren     |
| Westerlo             | 2 – 0             | Lierse               |
| Hoogstraten          | 1 – 3             | Cercle Bruges        |
| Sint-Truiden         | 1 – 1 (4 – 2 dtr) | Beerschot            |

## Ottavi di finale
| Squadra 1        | Risultato         | Squadra 2      |
| ---------------- | ----------------- | -------------- |
| 27 novembre 2012 |                   |                |
| Anderlecht       | 2 – 0 (dts)       | Malines        |
| 28 novembre 2012 |                   |                |
| Westerlo         | 5 – 5 (2 – 4 dtr) | Sint-Truiden   |
| Gent             | 0 – 0 (4 – 2 dtr) | Lokeren        |
| Zulte Waregem    | 2 – 2 (4 – 2 dtr) | Charleroi      |
| Kortrijk         | 1 – 0             | Mons           |
| Waasland-Beveren | 0 – 3             | Ostenda        |
| Club Bruges      | 0 – 1             | Cercle Bruges  |
| 29 novembre 2012 |                   |                |
| Genk             | 1 – 0             | Standard Liegi |

## Quarti di finale
| Squadra 1                          | Totale | Squadra 2  | Andata | Ritorno |
| ---------------------------------- | ------ | ---------- | ------ | ------- |
| 11 dicembre 2012 / 16 gennaio 2013 |        |            |        |         |
| Gent                               | 1 – 2  | Anderlecht | 1 – 1  | 0 – 1   |
| 12 dicembre 2012 / 16 gennaio 2013 |        |            |        |         |
| Sint-Truiden                       | 0 – 1  | Kortrijk   | 0 – 0  | 0 – 1   |
| Cercle Bruges                      | 4 – 2  | Ostenda    | 2 – 1  | 2 – 1   |
| 13 dicembre 2012 / 16 gennaio 2013 |        |            |        |         |
| Zulte Waregem                      | 1 – 5  | Genk       | 0 – 5  | 1 – 0   |

## Semifinali
| Squadra 1                 | Totale            | Squadra 2     | Andata | Ritorno     |
| ------------------------- | ----------------- | ------------- | ------ | ----------- |
| 30 gennaio / 2 marzo 2013 |                   |               |        |             |
| Anderlecht                | 1 – 1 (6 – 7 dtr) | Genk          | 1 – 0  | 0 – 1       |
| 3 / 27 marzo 2013         |                   |               |        |             |
| Kortrijk                  | 3 – 4             | Cercle Bruges | 1 – 2  | 2 – 2 (dts) |

## Finale
| Squadra 1 | Risultato | Squadra 2     |
| --------- | --------- | ------------- |
| Genk      | 2 - 0     | Cercle Bruges |

| Arbitro: | Johan Verbist |

|                         |           |  |
| Kumordzi 84’ Vossen 88’ | Marcatori |  |